# Radikal 106
Radikal 106 mit der Bedeutung „weiß“ ist eines von 23 der 214 traditionellen Radikale der chinesischen Schrift, die mit fünf Strichen geschrieben werden.
Mit 22 Zeichenverbindungen in Mathews’ Chinese-English Dictionary gibt es relativ wenige Schriftzeichen, die unter diesem Radikal im Lexikon zu finden sind.
Der Radikal weiß nimmt nur in der Langzeichen-Liste traditioneller Radikale, die aus 214 Radikalen besteht, die 106. Position ein. In modernen Kurzzeichen-Wörterbüchern kann er sich an ganz anderer Stelle finden. Im Neuen chinesisch-deutschen Wörterbuch aus der Volksrepublik China steht er zum Beispiel an 150. Stelle.
Das Schriftzeichen  wird als Ableitung von Radikal 72 (日 = Sonne) gesehen. Was das Siegelschriftzeichen abbildet, ist jedoch bis heute unklar.
白 (bai) tritt als Sinnträger in Zeichen auf, die mit Helligkeit zu tun haben: 皎 (jiao = klar), 皑 (ji = reines Weiß), 皓 (hao = leuchtend), 皙 (= weiße Haut), 皤 (= weiß). 皖 (Wan, die Kurzform für die Provinz Anhui) 安徽  bedeutete ursprünglich Stern. 的 (de), ein sehr häufig gebrauchter Attribut-Partikel, bedeutete ursprünglich ebenfalls hell, weshalb auch hier 白 (bai) als Sinnträger fungiert.
In vielen Zeichen jedoch tritt 白 (bai) als Lautträger auf wie zum Beispiel in 柏 (bai = Zypresse, im Stadtnamen Berlin jedoch bo ausgesprochen: 柏林 Bolin), 伯 (bai = Schwager), 拍 (pai = Klatschen), 迫 (pai = Mörser, auch po ausgesprochen, dann: zwingen), 帕 (= Taschentuch), 怕 (po = Furcht), 铂 (bo = Element Platin), 泊 (= ankern), 舶 (= großes Schiff) und 帛 (= Seidenstoffe).
Die untere Komponente von 百 (bai = hundert) entstand aus 自 (= selbst), nicht aus 白 (bai). Auch der rechte obere Teil von 貌 (mo = aussehen, erscheinen) hat mit 白 (bai) nichts zu tun.

## Schriftzeichenverbindungen, die vom Radikal 106 regiert werden
| Striche | Zeichen              |
| ------- | -------------------- |
| +0      | 白                   |
| +01     | 百 癿                |
| +02     | 皀 皁 皂 皃          |
| +03     | 的                   |
| +04     | 皅 皆 皇 皈          |
| +05     | 皉 皊 皋 皌 皍       |
| +06     | 皎 皏 皐 皑          |
| +07     | 皒 皓 皔 皕 皖 皗 皘 |
| +08     | 皙                   |
| +10     | 皚 皛 皜 皝 皞       |
| +11     | 皟 皠 皡             |
| +12     | 皢 皣 皤 皥          |
| +13     | 皦 皧 皨             |
| +14     | 皩                   |
| +15     | 皪 皫                |
| +16     | 皬                   |
| +18     | 皭                   |

 Im Unicodeblock Kangxi-Radikale ist das Radikal 106 unter der Codepointnummer 12.137 (U+2F69) codiert.